# Клавонн, Франк
Франк Клавонн (нем. Frank Klawonn; род. 22 марта 1966, Шведт, Франкфурт) — немецкий гребец, выступавший за сборные ГДР и объединённой Германии по академической гребле в период 1986—1991 годов. Чемпион летних Олимпийских игр в Сеуле, двукратный чемпион мира, победитель и призёр многих регат национального уровня.

## Биография
Франк Клавонн родился 22 марта 1966 года в городе Шведт, ГДР. Проходил подготовку в Потсдаме в местном спортивном клубе «Динамо» под руководством тренера Бернда Ландфойгта.
Впервые заявил о себе в гребле в 1984 году, выиграв золотую медаль в распашных безрульных четвёрках на юниорском мировом первенстве в Швеции.
Первого серьёзного успеха на взрослом международном уровне добился в сезоне 1986 года, когда вошёл в основной состав восточногерманской национальной сборной и побывал на чемпионате мира в Ноттингеме, откуда привёз награду золотого достоинства, выигранную в зачёте распашных рулевых четвёрок. 
В 1987 году на мировом первенстве в Копенгагене вновь одержал победу в рулевых четвёрках, став таким образом двукратным чемпионом мира по академической гребле.
Благодаря череде удачных выступлений удостоился права защищать честь страны на летних Олимпийских играх 1988 года в Сеуле — в составе экипажа, куда также вошли гребцы Бернд Айхвурцель, Бернд Низекке, Карстен Шмелинг и рулевой Хендрик Райхер, занял первое место в программе мужских распашных четвёрок с рулевым и тем самым завоевал золотую олимпийскую медаль.
После сеульской Олимпиады Клавонн остался в составе гребной команды ГДР и продолжил принимать участие в крупнейших международных регатах. Так, в 1989 году он выступил на чемпионате мира в Бледе, где финишировал четвёртым в зачёте распашных четвёрок.
В 1990 году на мировом первенстве в Тасмании показал шестой результат в рулевых двойках.
Представлял объединённую Германию на чемпионате мира 1991 года в Вене, но здесь так же попасть в число призёров не смог — в финале программы рулевых двоек занял лишь пятое место.
За выдающиеся спортивные достижения дважды награждался орденом «За заслуги перед Отечеством» в золоте (1986, 1988).
Завершив спортивную карьеру, работал в финансовой сфере, занимался административной деятельностью в Потсдаме.